# 庄焰
庄焰（1918年2月—2017年3月5日），又名卜一，福建南安官桥人。菲律宾归侨。

## 生平
早年曾在菲律宾南洋公学学习。1935年加入菲律宾共产党，1938年经廖承志介绍转为中国共产党，奔赴延安。1939年入延安中央党校学习并任教。后任中共中央海外工委秘书，中共张家口市、哈尔滨市区委书记，沈阳市人民政府秘书处兼人事处处长。1949年后，历任厦门市军事管制委员会副秘书长，中华全国总工会国际联络部副部长，驻英国代办处一等秘书、参赞、临时代办，驻联合国副代表（大使衔）等职。1980年4月，任中华人民共和国驻伊朗大使。1983年5月，任中华人民共和国驻希腊大使。
2017年3月5日凌晨2时25分，在北京逝世。